# Horn (schwedisches Briefadelsgeschlecht)

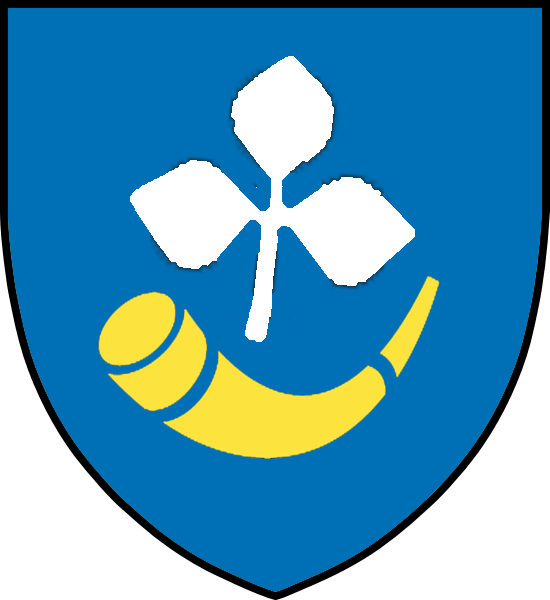
Wappen derer von Horn

Horn ist der Name eines schwedischen Briefadelsgeschlechts, das ursprünglich aus Bremen stammt.
Die Familie ist zu unterscheiden von einer Vielzahl anderer Geschlechter namens Horn (siehe Liste der Adelsgeschlechter namens Horn). 

## Geschichte
Das schwedische Geschlecht ist ein Zweig der Familie vam Horne aus Bremen. Im 16. Jahrhundert war die Familie eine hanseatische Bürger- und Patrizierfamilie. Sie kam zunächst nach Holland und wanderte von dort mit Paridon van Hoorn († 1644) nach Schweden ein. Paridon van Hoorn war Besitzer einer Mühle und der Generalpächter des Großen Seezolls. 1612 war er schwedischer Diplomat in Holland. Er starb kinderlos. Einer seiner Neffen, Johan von Horn, zog 1631 nach Schweden und wurde damit Stammvater des schwedischen Zweigs der Familie.
Die Familie wurde 1806 unter Nr. 19 in der 2. Klasse, Ritter, im Schwedischen Ritterhaus für Pommern und Rügen in Greifswald eingetragen. Für Schweden ist die Familie im Ritterhaus nicht aufgeführt.

## Persönlichkeiten
- Brita von Horn (1886–1983), Schriftstellerin, Regisseurin und Theaterregisseurin
- Carl Eduard von Horn (1845–1920), Kämmerer, Jurist und Kaufmann
- Magnus von Horn (* 1983), Filmregisseur

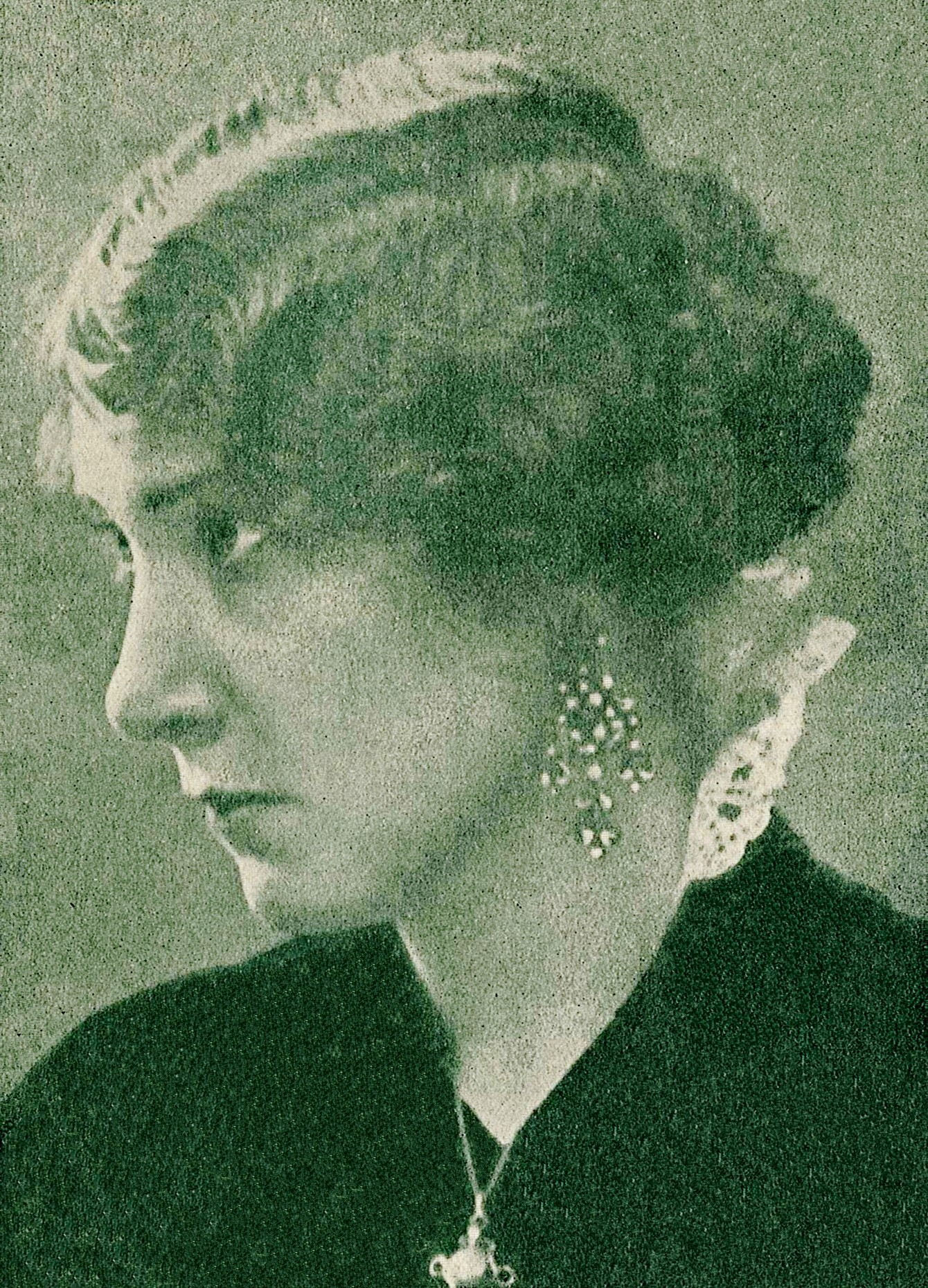
Brita von Horn (1886–1983)
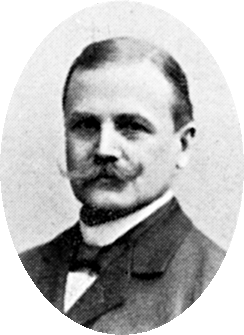
Carl Eduard von Horn (1845–1920)
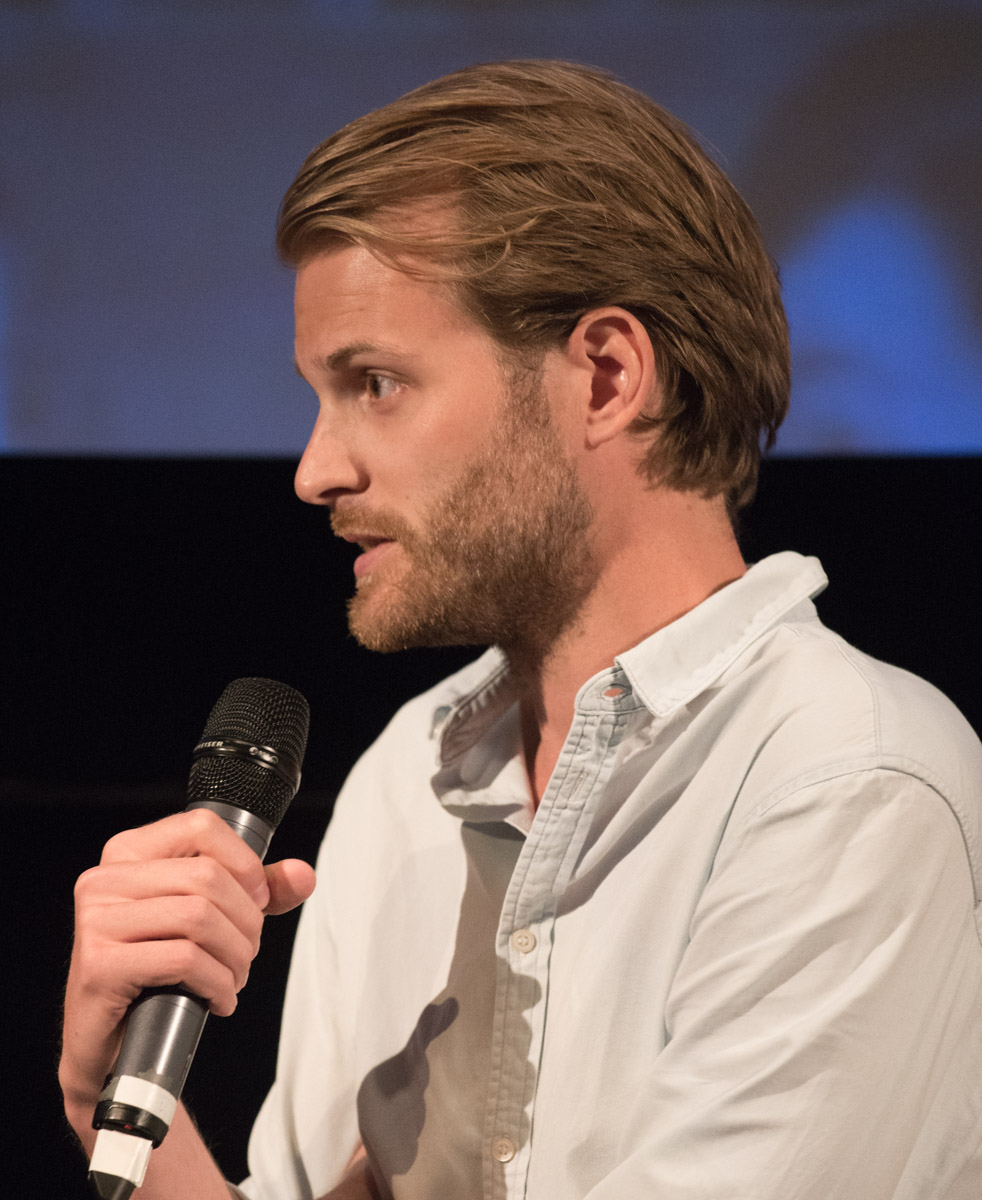
Magnus von Horn (* 1983)